# Małe Turze
Małe Turze – część wsi Turze w Polsce położona w województwie pomorskim, w powiecie tczewskim, w gminie Tczew.
Miejscowość położona jest nad jeziorem Damaszka przy drodze wojewódzkiej nr .
Wieś jest częścią składową sołectwa Turze.
W latach 1975–1998 miejscowość położona była w województwie gdańskim.
Inne miejscowości o nazwie Turze: Turze, Turze Pole, Turze Rogi, Turzec